# Litfaßsäule Fährstraße

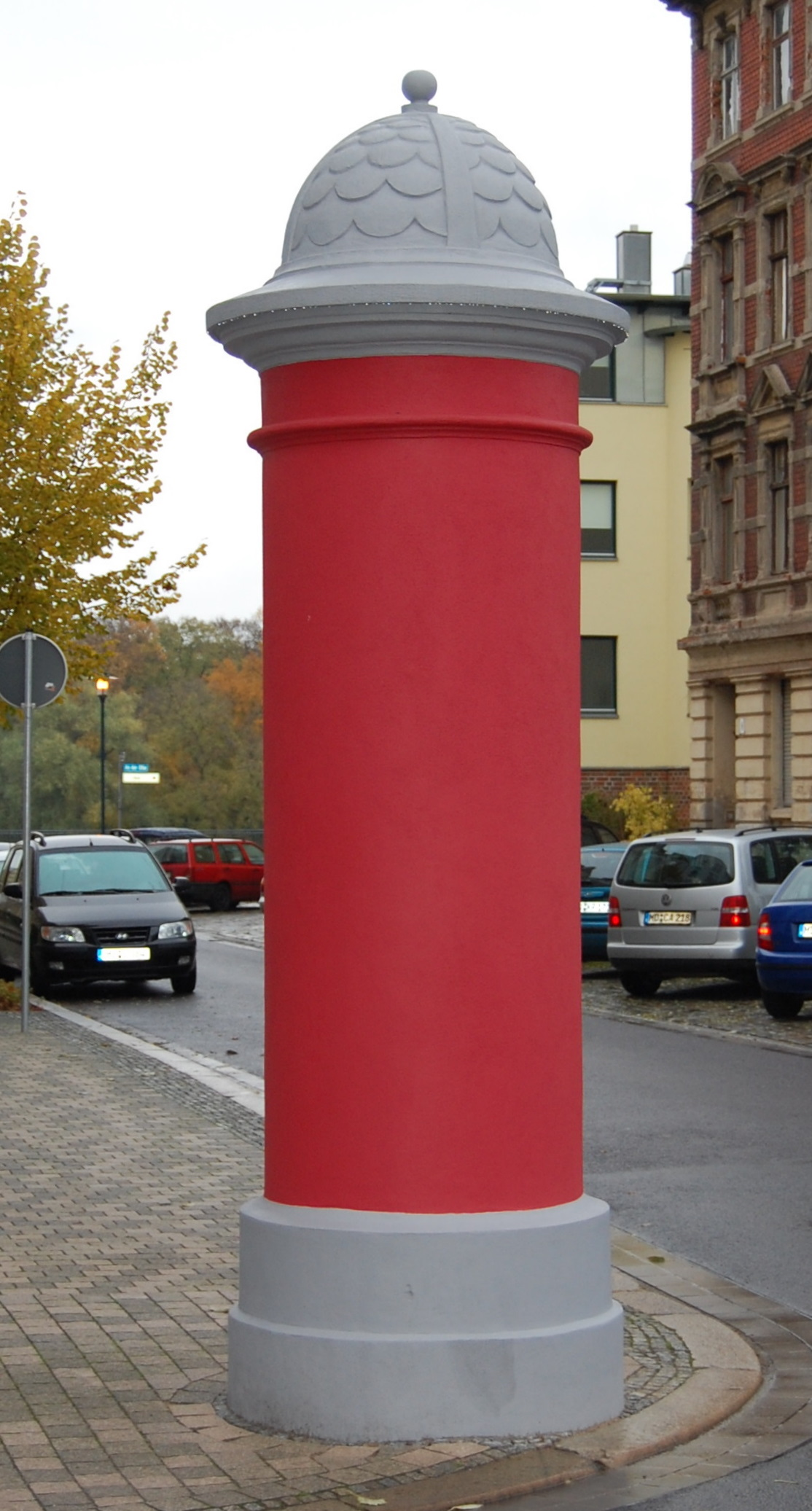
Litfaßsäule Fährstraße

Die Litfaßsäule Fährstraße ist eine unter Denkmalschutz stehende Litfaßsäule in Magdeburg.
Die steinerne Säule steht an der Ecke Bleckenburgstraße/Fährstraße im Magdeburger Stadtteil Buckau. 
Ihre Aufstellung erfolgte in der zweiten Hälfte des 19. Jahrhunderts. Sie ist das letzte erhaltene Exemplar ihrer Art in Magdeburg und dürfte zu den ältesten noch vorhandenen Litfaßsäulen gehören. Die Säule verfügt über eine steinerne Basis und einen ebenfalls aus Stein gefertigten Helm. Dieser ist als kuppelförmiges Dach mit einer angedeuteten Biberschwanzeindeckung gestaltet. Der das Dach bekrönende Knauf und die auskragende Dachkante waren abhandenkommen. Bei einer Sanierung der Säule in der zweiten Hälfte des ersten Jahrzehnts des 21. Jahrhunderts wurden Knauf und Dachkante wiederhergestellt. Der Säulenkörper erhielt einen auffälligen roten Anstrich. Derzeit (Stand Oktober 2009) ist die denkmalgeschützte Litfaßsäule nicht als Träger von Plakaten in Benutzung.